# Pontoux
Pontoux é uma comuna francesa na região administrativa de Borgonha-Franco-Condado, no departamento Saône-et-Loire. Estende-se por uma área de 13,64 km². Em 2010 a comuna tinha 286 habitantes (densidade: 21 hab./km²).
Era chamada de Ponte Dubis (em latim: Pons Dubis) durante o período romano.
Pontoux, é uma comuna nas margens do Doubs, tem a particularidade de ter possuído o último moinho flutuante instalado neste rio e, como tal, provavelmente um dos últimos moinhos deste tipo na França. 